# Коссович, Пётр Самсонович
Пётр Самсонович Коссо́вич (бел. Пётр Самсонавіч Касовіч; 16 [28] сентября 1862, Горки, Могилёвская губерния — 13 [26] августа 1915, Сестрино, Ивановское сельское поселение или Петроград) — русский учёный-агрохимик, почвовед, физиолог растений, профессор.

## Биография
Родился 16 (28) сентября 1862 года в Горках Могилёвской губернии (ныне — Могилёвская область, Беларусь); по другим сведениям он родился в селе Усадище Краснинского уезда Смоленской губернии. Его отец, Самсон Семёнович Коссович — дворянин Черниговской губернии, был агрономом и занимал должность директора Московской земледельческой школы, а мать, Анна Александровна, приходилась сестрой учёному-агроному И. А. Стебуту.
В 1887 году окончил физико-математический факультет Московского университета и в том же году поступил в Петровскую земледельческую и лесную академию, которую успешно окончил в 1889 году. Во время учёбы в Московском университете Пётр Коссович был удостоен золотой медали за работу об усвоении азота бобовыми растениями; дипломную работу «Нафтеновые кислоты» он написал под руководством В. В. Марковникова. Был оставлен стипендиатом на 3 года при кафедре земледелия Петровской академии. Его учителями были И. А. Стебут и К. А. Тимирязев. Преподавал в московской гимназии и училище (1887), а также в Московском сельскохозяйственном институте (1890).
С 1891 года П. С. Коссович — приват-доцент Московского университета, где читал курс агрономической химии (с 1892). Для ознакомления с зарубежным опытом был командирован в 1892 году в Германию, Голландию, Бельгию и Францию; во Франции занимался в институте Пастера; в Германии — у Р. Коха.
С 1894 года до конца жизни работал в Санкт-Петербургском лесном институте: сначала — приват-доцент; с 1902 года — профессор кафедры почвообразования и земледелия. В 1905—1907 и 1909—1911 годах П. С. Коссович был директором Лесного института. Он был первым выборным директором института. Оба раза он оставлял должность, не соглашаясь с реакционной политикой государства.
При Лесном институте в 1895 году он организовал и возглавил Бюро по земледелию и почвоведению научного комитета Министерства земледелия, на основе которого был впоследствии создан Государственный институт опытной агрономии. В 1897 году он организовал сельскохозяйственную химическую лабораторию с вегетационным павильоном, для изучения агрохимических свойств почв Российской империи.
В 1900 году основал «Журнал опытной агрономии», который издавался до 1931 года; был его редактором которого до 1910 года. Им также были издавались «Труды сельскохозяйственной химической лаборатории» (8 выпусков) и «Сообщения бюро по земледелию и почвоведению».
Напечатал книги: «Основы учения о почве» (СПб., 1911), «Краткий курс общего почвоведения», (СПб., 1916).
Был членом Совета Императорского Вольного экономического общества и членом Учебного комитета Министерства народного просвещения. С 14 апреля 1913 года — действительный статский советник.
Скончался Пётр Коссович 13 (26) августа 1915 года в Петрограде. Похоронен, согласно завещанию, в своем родовом имении Сестрино в в Смоленской губернии.

## Семья
- Сестра — Александра, в замужестве Алфёрова (1868? — 1919) — основательница и бессменная начальница частной гимназии для девочек в Москве. Расстреляна вместе с мужем по делу «Национального центра».
- Сестра — Варвара (1865 — после 1916), окулист[3]
- Брат — Дмитрий Коссович
- Брат — Владимир Коссович

## Научные работы
Основные научные работы посвящены физиологии растений и агрохимии. Им было подготовлено и опубликовано 85 работ, в числе которых:
- Доказал, что свободный азот усваивается бобовыми растениями только через корни, на которых имеются клубеньковые бактерии (1889—1891).
- Экспериментально установил воздействие корневых выделений на химические соединения почвы.
- Показал растворяющую роль физиологически кислых аммиачных удобрений, вносимых совместно с фосфоритом.
- Установил (в стерильных культурах), что растения могут усваивать катионы аммония без перехода их в анионы азотной кислоты (1896).
- Изучал причины «клевероутомления» почв.
- Изучал известкование почв.
- Провёл первые в России исследования влияния солей, содержащихся в солонцах, на развитие растений.
- Первым в России исследовал круговорот серы и круговорот хлора в природе (1913).
- Развил идеи В. В. Докучаева о почвообразовательном процессе, предложил понятие почвенного выветривания, выдвинул идею о генетически самостоятельных (элювиальных) и генетически подчинённых (иллювиальных) почвах. Эволюцию почв рассматривал в связи с изменением условий почвообразовательного процесса. Развивал минерально-химическое направление почвоведения, не учитывая в полной мере роль растительности в образовании почв.
- Разработал схему классификации почв по времени генезиса.